# Jernej Vrtovec
Jernej Vrtovec (ur. 24 maja 1985 w Postojnie) – słoweński polityk i działacz partyjny, poseł do Zgromadzenia Państwowego, od 2020 do 2022 minister infrastruktury.

## Życiorys
Pochodzi z wsi Čehovini. W 2004 ukończył szkołę średnią, a w 2013 teologię na Uniwersytecie Lublańskim. Obronił pracę magisterską poświęconą roli arcybiskupa Alojzija Šuštara w uzyskaniu niepodległości przez Słowenię, którą w 2016 wydano w formie książkowej. Od 2002 związany z ugrupowaniem Nowa Słowenia. W 2005 został sekretarzem generalnym, a w latach 2009–2015 był przewodniczącym partyjnej młodzieżówki Mlada Slovenija. Od 2009 do 2014 pozostawał również rzecznikiem prasowym ugrupowania.
W 2014, 2018 i 2022 wybierany na posła do Zgromadzenia Państwowego. Na początku 2019 stanął na czele parlamentarnej komisji śledczej badającej operacje bankowe DUTB. 13 marca 2020 w trzecim rządzie Janeza Janšy objął urząd ministra infrastruktury. Sprawował go do czerwca 2022.